# 大海洋詩社
大海洋詩社是台灣的現代詩社。1975年7月23日在高雄成立，主要成員有朱學恕、白浪萍、李春生、汪啟疆、林仙龍、舒蘭等人；詩刊則在1975年10月高雄左營創刊，由朱學恕、汪啟疆等人主編，強調：發展海洋文學。1985年1月由該社主編的第一部海洋類型詩選《中國海洋詩選》出版。

## 資料來源
1. ↑  文訊雜誌社/編輯，《光復後台灣地區文壇大事記要(增訂本)》，台北市：文建會，1995年6月2版。